# Little Mix
Little Mix — британський дівочий гурт, створений в 2011 році. Вони перемогли у восьмому сезоні шоу The X Factor. Два перших сингли гурту, «Cannonball», досягли першого місця в британському чарті. 
У листопаді 2012 року Little Mix випустили дебютний студійний альбом DNA, котрий досяг третього місця в британському чарті. На цей момент гурт також випустив ще 19 синглів і кліпів на них — «Wings», «DNA», «Change your life», «How ya doin`», «Move», «Little Me», «Word up», «Salute», «Black Magic», «Love Me Like You», «Secret Love Song», «Hair», «Shout Out To My Ex», «Touch», «No More Sad Songs», «Power», «Reggaeton Lento», «Woman like me». «Think about us» та «Break up song».

## Учасниці
- Лі-Енн Піннок (англ. Leigh-Anne Pinnock) народилася 4 жовтня 1991 року в Гай-Вікомі, Бакінгемшир, Англія. У неї ямайське і барбадоське коріння. Лі-Енн має дві старші сестри: Сара та Сіан-Луїза. Її батьки розлучилися у 2009 році. До участі в The X Factor працювала офіціанткою в Pizza Hut. На прослуховуванні виконувала пісню Ріанни «Only Girl (In the World)».

- Джейд Тірлвалл (англ. Jade Thirlwall) народилася 26 грудня 1992 року в Саут-Шилдсі, Тайн і Вір, Англія, у матері-одиначки Норми. У Джейд є азійське коріння, так само вона на 1/4 єгиптянка і на 1/4 єменка. Була студенткою і брала участь в різних музичних конкурсах. Вона дружить з переможцем 6-го сезону The X Factor Джо Макелдеррі. Раніше вона вже проходила прослуховування на The X Factor у 2008 і 2010 роках, але пройшла тільки з третього разу. На прослуховуванні 2011 року виконувала пісню The Beatles «I Want To Hold Your Hand». Видання The Mirror порівняло Джейд з Шеріл Коул, яка є її кумиром разом з Бейонсе.

- Перрі Едвардс (англ. Perrie Edwards) народилася 10 липня 1993 року Саут-Шилдсі, Тайн-енд-Вір, Англія, у матері Деббі Даффі та батька Олександра Едвардса, у неї є старший брат Джонні й молодша сестра по батькові Кейтлін[4]. На своєму першому прослуховуванні виконала пісню Аланіс Моріссетт «You Oughta Know». Була заручена з Зейном Маліком, колишнім учасником групи One Direction. У серпні 2015 року пара розірвала відносини.

Колишня учасниця
- Джесі Нельсон (англ. Jesy Nelson) народилася 14 червня 1991 року в Ромфорді в батька Джона Нельсона та Дженіс Вайт, в неї є старша сестра Джейд, старший брат Джонатан та молодший брат Джозеф. На першому прослуховуванні виконувала «Bust Your Windows» Жасмін Салліван. У 2019 презентувала свій фільм разом з BBC Three "Jesy Nelson: Odd One Out ". 14 грудня Джесі вирішила покинути гурт за станом свого здоров'я.

## Дискографія
- DNA (2012)
- Salute (2013)
- Get Weird (2015)
- Glory Days (2016)
- LM5 (2018)
- Confetti (2020)